# Фрезерный станок

Схема фрезерования: фреза, заготовка, неподвижно закреплённая на рабочем столе.
Наиболее распространены 5-осевые станки, по 3 осям поворачивается фреза и ещё по 2 — стол

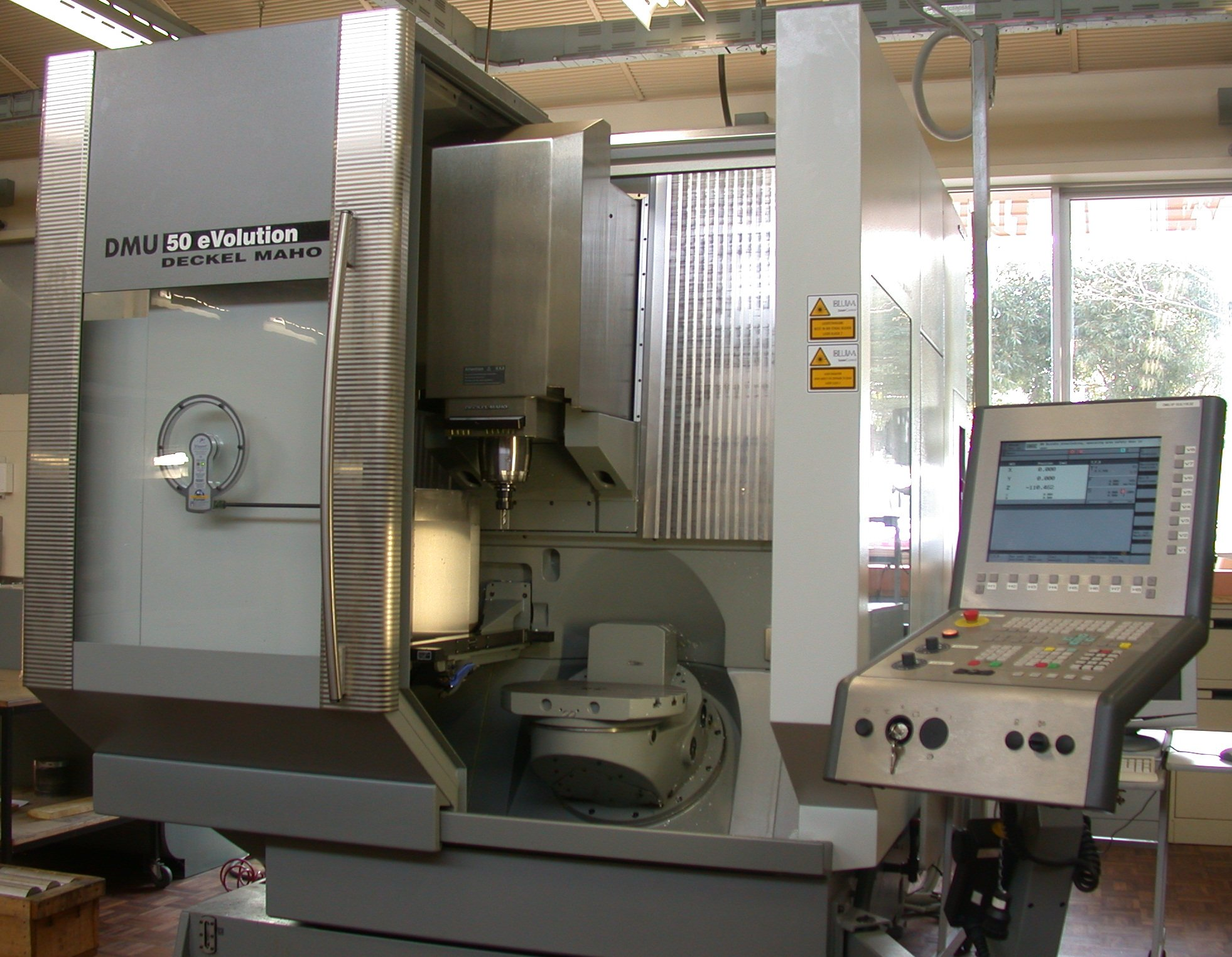
5-координатный токарно-фрезерный центр

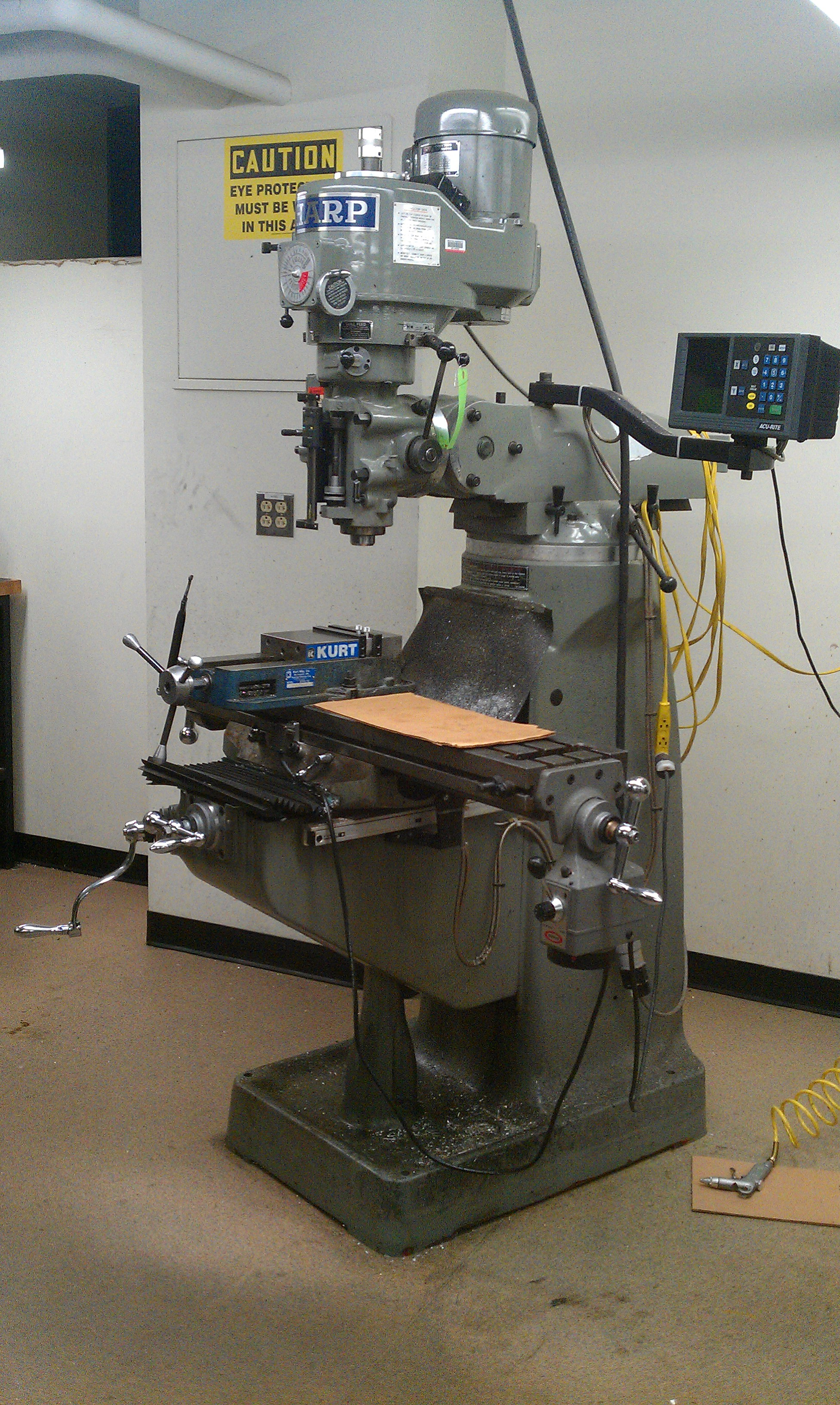
3-осевой вертикальный фрезерный станок

Фре́зерные станки́ — группа металлорежущих и деревообрабатывающих станков в классификации по виду обработки. Фрезерные станки предназначены для обработки с помощью фрезы плоских и фасонных поверхностей, зубчатых колёс и т. п., металлических и других заготовок. При этом фреза, закрепленная в шпинделе фрезерного станка, совершает вращательное движения (главное движение), а заготовка, закреплённая на столе, остаётся неподвижной. Управление может быть ручным, автоматизированным или осуществляться с помощью системы ЧПУ.
Во фрезерных станках главным движением является вращение фрезы, а движение подачи — относительное перемещение заготовки и фрезы.
Вспомогательные движения необходимы в станке для подготовки процесса резки. К вспомогательным движениям относятся движения, связанные с настройкой и наладкой станка, его управлением, закреплением и освобождением детали и инструмента, подводом инструмента к обрабатываемым поверхностям и его отводом; движения приборов для автоматического контроля размеров и т. д. Вспомогательные движения можно выполнять на станках как автоматически, так и вручную. На станках-автоматах все вспомогательные движения в определённой последовательности выполняются автоматически.

## Виды фрезерных станков
- универсальные (с поворотным столом);
- горизонтально-фрезерные консольные (с горизонтальным шпинделем и консолью);
- широкоуниверсальные (с дополнительными фрезерными головками);
- широкоуниверсальные инструментальные (с вертикальной рабочей плоскостью основного стола и поперечным движением шпиндельных узлов);
- вертикально-фрезерные (с вертикальным шпинделем), в том числе консольные;
- бесконсольные (называемые также с крестовым столом);
- с передвижным порталом;
- копировально-фрезерные;
- фрезерные непрерывного действия, в том числе карусельно-фрезерные;
- барабанно-фрезерные.

### Универсально-фрезерный станок
Имеет горизонтально расположенный шпиндель и предназначен для обработки фрезерованием разнообразных поверхностей на небольших и не тяжелых деталях в условиях единичного и серийного производства. Обработку ведут цилиндрическими, дисковыми, угловыми, концевыми, фасонными, торцовыми фрезами. На этом станке можно обрабатывать вертикальные и горизонтальные фасонные и винтовые поверхности, пазы и углы. Фрезерование деталей, требующих периодического деления или винтового движения, выполняют с использованием специальных делительных приспособлений.
На станине смонтированы все основные узлы станка. Внутри станины размещены шпиндельный узел и коробка скоростей. Для поддержания оправки с фрезой служит хобот с серьгами (подвесками). По вертикальным направляющим станины перемещается консоль, несущая коробку подач. По направляющим консоли в поперечном направлении движутся салазки с поворотным устройством, которое несёт продольный стол и позволяет поворачивать стол вокруг вертикальной оси на 45° в обе стороны, благодаря чему стол может перемещаться в горизонтальной плоскости под разными углами к оси шпинделя. Крутящий момент от двигателя посредством коробки передач передаётся на шпиндель — полый вал в верхней части станины. В передний торец шпинделя вставляется оправка и закрепляется штревелем — стержнем, закреплённым в шпинделе. Оправка — это обычно стержень, имеющий коническое посадочное место-конус Морзе, воспринимающий вращение от шпинделя; на оправку одеваются фреза и фиксирующие её кольца, зажимаются гайкой. Жёсткость оправки поддерживается подвеской.

### Горизонтально-фрезерный станок

Горизонтально-фрезерный станок (1 — фундаментная плита, 2 — станина, 3 — консоль, 4 — салазки, 5 — стол, 6 — хобот, 7 — оправка со фрезой)

Отличается от универсально-фрезерного станка отсутствием поворотного устройства, то есть стол станка может перемещаться только перпендикулярно или вместе с салазками параллельно оси шпинделя.

### Широкоуниверсальный фрезерный станок
В отличие от горизонтально-фрезерного станка, имеет ещё одну шпиндельную головку, смонтированную на выдвижном хоботе, которую можно поворачивать под любым углом в двух взаимно перпендикулярных плоскостях. Возможна раздельная и одновременная работа обоими шпинделями. Для большей универсальности станка на поворотной головке монтируют накладную фрезерную головку, которая позволяет обработать на станке детали сложной формы не только фрезерованием, но и сверлением, зенкерованием, растачиванием и т. д..
В некоторых станках этого типа отсутствует консоль, а вместо неё по вертикальным направляющим станины перемещается каретка. Каретка имеет горизонтальные направляющие для салазок с вертикальной рабочей поверхностью и Т-образными пазами, на которых крепят стол, делительные и другие приспособления. Широкая универсальность станка позволяет использовать его в экспериментальных и инструментальных цехах для производства кондукторов, зажимных приспособлений всех типов, инструментов, штампов, пресс-форм и других деталей.

### Вертикальный консольно-фрезерный станок

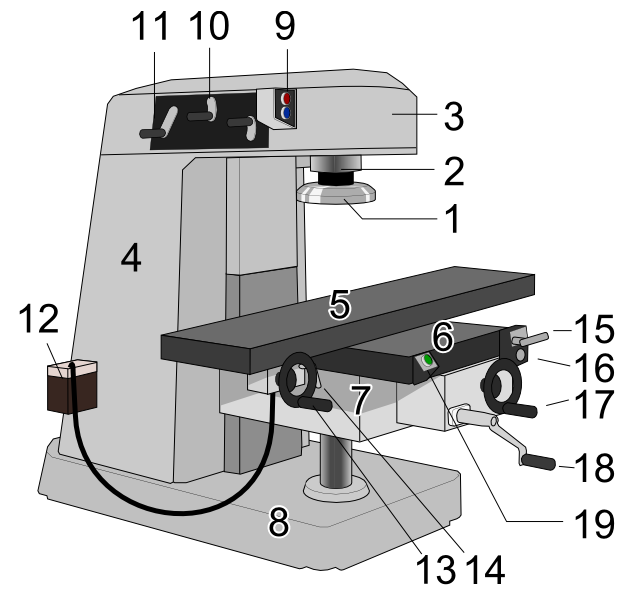
Вертикально-фрезерный станок (1 — фреза, 2 — шпиндель, 3 — хобот, 4 — станина, 5 — стол, 6 — салазки, 7 — консоль, 8 — фундаментная плита)

В отличие от горизонтально-фрезерного, имеет вертикально расположенный шпиндель, который в некоторых моделях станков допускает смещение вдоль своей оси и поворот вокруг горизонтальной оси, расширяя тем самым технологические возможности станка. В отличие от горизонтально-фрезерных станков, оправка для вертикальных станков представляет собой фланец с конусом Морзе советского стандарта или более современным конусом ISO-40 с одной стороны и соответствующим коническим отверстием с другой, куда и вставляется концевая фреза. Если требуется установить дисковую фрезу, применяется оправка как на горизонтально-фрезерном станке, но много короче; так же и на горизонтальных станках, возможно, применяются оправки вертикальных станков для крепления концевых фрез. Вертикальное движение подачи, как правило, возможно, осуществлять и инструментом.

### Вертикально- и горизонтально-фрезерные бесконсольные станки
Предназначены для обработки вертикальных, горизонтальных, наклонных поверхностей, пазов в крупногабаритных деталях. В отличие от консольно-фрезерных станков, в этих станках отсутствует консоль, а салазки и стол перемещаются по направляющим станины, установленной на фундамент. Такая конструкция станка обеспечивает более высокую его жёсткость и точность обработки по сравнению со станками консольного типа, позволяет обрабатывать детали большой массы и размеров. Шпиндельная головка, являющаяся и коробкой скоростей, имеет установочное перемещение по вертикальным направляющим стойки. Кроме того, шпиндель вместе с гильзой можно сдвигать в осевом направлении при точной установке фрезы на требуемый размер.

### Продольно-фрезерные станки
Используют для обработки крупногабаритных деталей, главным образом, торцовым; а также цилиндрическими, концевыми, дисковыми и фасонными фрезами. Станки делятся на одностоечные и двухстоечные. В четырёхшпиндельном двухстоечном продольно-фрезерном станке станина имеет стол и портал, состоящий из двух стоек и балки. По направляющим стоек перемещается траверса и две горизонтальные поворотные фрезерные головки. Две другие фрезерные головки перемещаются по направляющим траверсы. Обработку деталей можно производить при движущемся столе и неподвижных фрезерных головках, при неподвижном столе и подаче головок или при одновременно движущихся столе и фрезерных головках.

### Токарно-фрезерные обрабатывающие центры
Токарно-фрезерный обрабатывающий центр может осуществлять как точение, так и фрезерование. Используется, в основном, для обработки сложных деталей и как альтернатива револьверным станкам.

## Числовое программное управление
Большинство фрезерных станков с ЧПУ (также называемых обрабатывающими центрами) представляют собой вертикальные фрезерные станки с компьютерным управлением, способные перемещать шпиндель вертикально вдоль оси Z. Эта дополнительная степень свободы позволяет использовать их для штамповки, гравировки и обработки поверхностей 2,5D, таких как рельефные скульптуры. В сочетании с использованием конических инструментов или шаровидной фрезы это также значительно повышает точность фрезерования без влияния на скорость, обеспечивая экономически эффективную альтернативу большинству ручных гравировальных работ на плоских поверхностях.
Станки с ЧПУ могут существовать практически в любой форме ручного оборудования, например, горизонтальных фрезерных станков. Самые передовые фрезерные станки с ЧПУ, многоосевые станки, добавляют еще две оси в дополнение к трем обычным осям (XYZ). Горизонтальные фрезерные станки также имеют ось C или Q, что позволяет вращать горизонтально установленную заготовку, по сути, позволяя выполнять асимметричный и эксцентриковый поворот. Пятая ось (ось B) управляет наклоном самого инструмента. Когда все эти оси используются вместе, с помощью этих станков можно относительно легко изготавливать чрезвычайно сложные геометрии, даже органические геометрии, такие как голова человека. Но навыки программирования таких геометрий выходят за рамки навыков большинства операторов. Поэтому 5-осевые фрезерные станки практически всегда программируются с помощью CAM.
Операционная система таких станков представляет собой замкнутую систему и функционирует на основе обратной связи. Эти станки произошли от базовых станков с ЧПУ (ЧИСЛОВОЕ УПРАВЛЕНИЕ). Компьютеризированная форма станков с ЧПУ известна как станки с ЧПУ. Набор инструкций (называемых программой) используется для управления станком для выполнения требуемых операций. Существует более 100 различных G-кодов и M-кодов. Также используются различные другие коды. Станком с ЧПУ управляет один оператор, называемый программистом. Этот станок способен выполнять различные операции автоматически и экономично.
С падением цен на компьютеры и программное обеспечение с открытым исходным кодом для ЧПУ, начальная цена станков с ЧПУ резко упала.